# دشت لاله‌های واژگون الیگودرز
دشت لاله‌های واژگون دالانی، دشتی در شهرستان الیگودرز از توابع استان لرستان است که ۲۹۰۰هکتار وسعت دارد که شرق اشترانکوه تا شمال قالیکوه را پوشش می‌دهد.
دشت دالانی در چهل کیلومتری جنوبغربی شهر الیگودرز قرار دارد که از مسیر جاده شول آباد و بعد از گذر از روستای چشمه پر و خلیل‌آباد و همچنین دره دایی می توانید به این دشت برسید.
عمر لاله‌های واژگون بسیار کوتاه است و در صورت مساعد بودن وضعیت جوی دو هفته عمر گل واژگون میباشد. بهترین زمان برای بازدید از دشت لاله‌های واژگون نیمه اردیبهشت تا نیمه خرداد است.